# Lorenzo Zurzolo
Pour les articles homonymes, voir Zurzolo.
Lorenzo Zurzolo, né le 21 mars 2000 à Rome (Italie), est un acteur italien.
Il est surtout connu pour ses rôles dans la série dramatique pour adolescents Netflix Baby, le film de comédie dramatique Netflix Sous le soleil de Riccione (Sotto il sole di Riccione) et le film dramatique nommé aux Oscars, Eo.

## Biographie
Lorenzo Zurzolo, naît à Rome, en Italie  du journaliste Federico Zurzolo et de la productrice de films et directrice de casting Gabria Cipulli. Il a une sœur aînée, Ludovica.
À l'âge de 7 ans, Zurzolo apparaît dans une publicité avec Francesco Totti,, qui marque son entrée dans le monde du théâtre. Il cite Elio Germano, Valerio Mastandrea, Paolo Sorrentino et les frères D'Innocenzo comme ses plus grands modèles au cinéma.

## Filmographie

### Cinéma
| Année | Titre                                                  | Rôle           | Réf.   |
| ----- | ------------------------------------------------------ | -------------- | ------ |
| 2012  | Una famiglia perfetta                                  | Angelo         | [ 4 ]  |
| 2013  | Outing - Fidanzati per sbaglio                         | Lorenzo        | [ 7 ]  |
| 2018  | Sconnessi                                              | Giulio Ranieri | [ 8 ]  |
| 2019  | You Can't Kiss the Bride                               | Riccardo       | [ 9 ]  |
| 2020  | Sous le soleil de Riccione (Sotto il sole di Riccione) | Vincenzo       | [ 10 ] |
| 2020  | Weekend                                                | Alessandro     | [ 11 ] |
| 2021  | Morrison                                               | Lodo           | [ 4 ]  |
| 2022  | Eo                                                     | Vito           | [ 4 ]  |
| 2022  | Sotto il sole di Amalfi                                | Vincenzo       | [ 12 ] |
| 2023  | Diabolik, chi sei?                                     |                |        |

### Télévision
| Année   | Titre                           | Rôle                   | Notes       | Réf.   |
| ------- | ------------------------------- | ---------------------- | ----------- | ------ |
| 2008    | Un sacré détective (Don Matteo) | Simone                 | 1 épisode   | [ 13 ] |
| 2012    | Un passo dal cielo              | Andrea                 | 1 épisode   | [ 14 ] |
| 2015    | Questo è il mio paese           | Nino Ferrari           | 6 épisodes  | [ 5 ]  |
| 2018    | Bulletproof Heart               | Michele                | 6 épisodes  | [ 15 ] |
| 2018-20 | Baby                            | Niccolò Rossi Govender | 18 épisodes | [ 16 ] |
| 2022    | Prisme                          | Daniele                | 8 épisodes  | [ 17 ] |
| 2025    | Son of the Century              | Italo Balbo            | 8 épisodes  | [ 18 ] |

## Récompenses et distinctions
| Année | Récompense                               | Catégorie                                                     | Travail                                                       | Résultat | Réf.   |
| ----- | ---------------------------------------- | ------------------------------------------------------------- | ------------------------------------------------------------- | -------- | ------ |
| 2018  | Reggio Calabria FilmFest                 | Prix Leopoldo Trieste                                         | Sconnessi                                                     | Lauréat  | [ 19 ] |
| 2020  | Festival du film de Giffoni              | Prix du talent explosif                                       | Prix du talent explosif                                       | Lauréat  | [ 20 ] |
| 2021  | Nastro d'Argento                         | Prix Persol du personnage de l'année                          | Morisson                                                      | Lauréat  | [ 21 ] |
| 2021  | Festival international du film de Venise | Premio Kinéo                                                  | Morisson                                                      | Lauréat  | [ 22 ] |
| 2022  | Monte-Carlo Film Festival de la Comédie  | Prix Next Generation : meilleur interprète de moins de 30 ans | Prix Next Generation : meilleur interprète de moins de 30 ans | Lauréat  | [ 23 ] |

- (en) Lorenzo Zurzolo: Awards, sur l'Internet Movie Database

## Voix françaises
- Clément Moreau dans :
  - Baby (série télévisée)
  - Prisme (série télévisée)

et aussi
- Florent Chako dans Sous le soleil de Riccione